# Imágenes guiadas
Las imágenes guiadas (también conocidas como imágenes afectivas guiadas, o psicoterapia imaginativa Katathym (PIK)) son una intervención del cuerpo y mente mediante la cual un profesional capacitado o instructor ayuda a un participante o paciente a evocar y generar imágenes mentales que simulen o recreen la percepción sensorial de la vista, los sonidos, sabores, olores, movimientos e imágenes asociados al tacto, como la textura, la temperatura y la presión, así como el contenido mental e imaginativo que el participante o paciente experimente como desafiando las categorías sensoriales convencionales y que pueda provocar emociones fuertes o sentimientos ante la ausencia de estímulos a los que los receptores sensoriales correlativos son receptivos. El profesional o instructor puede facilitarle este proceso a un individuo o grupo en persona, o hacerlo con un grupo virtual. Como alternativa, el participante o paciente puede seguir una guía producida por una grabación de sonido, video o medios audiovisuales que comprenden instrucciones habladas acompañadas de música o sonido.

## El ojo de la mente
La noción de "ojo de la mente" se remonta al menos hasta la mención de Cicerón de la mentis oculi durante su exposición sobre el empleo adecuado del símil por el orador. En esta exposición, Cicerón observó que las alusiones a "la Sirtis de su patrimonio" y "el Caribdis de sus posesiones" implicaban símiles que eran "demasiado rebuscados" y aconsejó al orador que, en cambio, solo hablara de "la roca" y "el golfo" (respectivamente), alegando que "los ojos de la mente se dirigen más fácilmente a aquellos objetos que solo hemos visto que a los que solamente hemos oído.” El concepto de "ojo de la mente" apareció por primera vez en inglés en el cuento de Chaucer (c. 1387) “Hombre de derecho” en sus Cuentos de Canterbury, done nos dice que uno de los tres hombres que moraba un castillo era ciego y solo podía ver con "los ojos de su mente"; es decir, aquellos ojos "con los que todos los hombres ven después de que se hayan vuelto ciegos".

## Imágenes mentales en la vida cotidiana

### Dos formas de generar imágenes mentales
Hay dos formas fundamentales de generar imágenes mentales: voluntarias e involuntarias.
La producción involuntaria y espontánea de imágenes mentales es esencial para la percepción sensorial ordinaria y la cognición, y ocurre sin resolución volitiva. Por otra parte, muchos aspectos diferentes de la resolución diaria de problemas, del razonamiento científico y de la actividad creativa comprenden la generación volitiva y deliberada de imágenes mentales.

#### Involuntaria
La generación de imágenes mentales involuntarias se crea directamente desde la estimulación sensorial actual y la información perceptiva, como cuando alguien ve un objeto, crea imágenes mentales del mismo y retiene esta imagen a medida que aleja la mirada o cierra los ojos; o cuando alguien oye un ruido y retiene una imagen auditiva del mismo después de que el sonido cese o ya no sea perceptible.

#### Voluntaria
Las imágenes mentales voluntarias pueden parecerse a la percepción y experiencia sensoriales anteriores, recuperadas por la memoria; o ser totalmente nuevas y producto de la imaginación.

### Técnica
El término imágenes guiadas hace referencia a la técnica de la segunda instancia (voluntaria), por la que las imágenes se recuperan desde la memoria a largo o corto plazo, o se crean desde la imaginación, o por combinación de ambas en respuesta a la orientación, instrucción o supervisión. Las imágenes guiadas son, pues, la simulación asistida o recreación de la experiencia perceptiva a través de modalidades sensoriales.

## Investigación clínica e investigación científica
Las imágenes mentales pueden ser el resultado tanto de procesos voluntarios como involuntarios, aunque comprenden la simulación o recreación de experiencia perceptiva a través de todas las modalidades sensoriales, que incluyen imágenes olfativas, gustativas, hápticas y motoras. Sin embargo, las imágenes mentales visuales y auditivas se presentan como las que más experimentan las personas de manera habitual, así como en experimentos controlados, donde las imágenes visuales son las que más se investigan y se documentan en la en la literatura científica. En psicología experimental y cognitiva, los investigadores se han concentrado principalmente en imágenes generadas deliberada y voluntariamente que el paciente o participante crea, inspecciona y transforma, como al evocar imágenes de un acontecimiento social intimidante y transformarlas en aquellas indicativas de una experiencia agradable y de autoafirmación.
En psicopatología, los médicos, por lo general, se han centrado en imágenes involuntarias que "vienen a la mente" espontáneamente, como en la experiencia de una persona deprimida con imágenes negativas intrusivas indicativas de tristeza, desesperanza y morbilidad; o imágenes que recrean eventos angustiantes previos característicos del trastorno por estrés postraumático. En la práctica clínica y la psicopatología, las imágenes mentales involuntarias se consideran intrusivas cuando ocurren de manera no deseada y espontánea, "captando la atención" hasta cierto punto. El mantenimiento o "retener en la mente" imágenes, ya sean voluntarias o involuntarias, impone unas exigencias considerables a los recursos cognitivos atencionales, que incluye la memoria de trabajo, apartándolas de una tarea cognitiva específica o concentración con fines generales y dirigiéndolos hacia las imágenes.
En la práctica clínica, este proceso puede ser explotado de manera positiva terapéuticamente mediante el entrenamiento del participante o paciente para centrar la atención en una tarea altamente exigente, que compite con éxito y dirige la atención lejos de las imágenes intrusivas disminuyendo su intensidad, viveza y duración, aliviando así el malestar o dolor.

## Imágenes mentales y mala salud
Las imágenes mentales, especialmente las visuales y auditivas, pueden empeorar y agravar una serie de condiciones mentales y físicas. Esto se debe a que, según los principios de la psicofisiología y la psiconeuroinmunología, la forma en que un individuo percibe su condición mental y física afecta a su vez a procesos biológicos, lo que incluye vulnerabilidad a padecimientos, infecciones o enfermedades; y esa percepción se deriva considerablemente de imágenes mentales. Es decir que, en algunos casos, la gravedad de la discapacidad mental y física, del trastorno o enfermedad de un individuo está parcialmente determinada por las imágenes y su contenido, su impronta o intensidad, claridad y frecuencia, por lo que se perciben como intrusivas y espontáneas. Un individuo puede agravar los síntomas e intensificar el dolor o malestar provocado por muchas condiciones mediante la generación, a menudo involuntaria, de imágenes mentales que enfatizan su gravedad.
Por ejemplo, se ha demostrado que las imágenes mentales juegan un papel clave en contribuir, exacerbar o intensificar la experiencia y los síntomas del trastorno por estrés postraumático (TEPT), los antojos, los trastornos alimentarios como la anorexia y bulimia nerviosas, hemiplejía espástica, incapacidad tras un accidente cerebrovascular, restricción de la función cognitiva y del control motor debido a la esclerosis múltiple, la ansiedad o fobia social, el trastorno bipolar, la esquizofrenia, el trastorno por déficit de atención con hiperactividad y la depresión.

## Ejemplo de condiciones agravadas por imágenes mentales
Los desafíos y dificultades mencionados son algunos por los que se pone en relieve que un individuo pueda agravar los síntomas e intensificar el dolor o el malestar producido por su condición mediante la generación de imágenes mentales que enfatizan su gravedad.
A continuación se expone cómo dichas imágenes mentales agravan o contribuyen a cuatro condiciones específicas:

### Trastorno por estrés postraumático
El trastorno por estrés postraumático suele originarse tras experimentar o presenciar un acontecimiento traumático que cause la muerte, lesiones graves o una amenaza significativa para los demás o para uno mismo. Las imágenes perturbadoras intrusivas, a menudo descritas por el paciente como 'flashbacks', son un síntoma común de esta condición en grupos demográficos de edad, género y la naturaleza del suceso traumático. Estas imágenes mentales espontáneas son a menudo muy vívidas y provocan recuerdos del trauma original acompañados de emociones o sentimientos intensificados y de la experiencia subjetiva de peligro y amenaza a la seguridad en el presente "aquí y ahora."

### Angustia social
Las personas con angustia social tienen una tendencia mayor a la normal a temer situaciones que implican atención pública, como hablar en público o en entrevistas, conocer personas con las que no estén familiarizadas y atender eventos de naturaleza impredecible. Al igual que con el trastorno por estrés postraumático, las imágenes mentales vívidas son una experiencia común en aquellos con angustia social y a menudo incluyen imágenes que reviven y reproducen un acontecimiento estresante, intimidante o angustioso que propició sentimientos negativos, como vergüenza, remordimiento o incomodidad. 
Por consiguiente, las imágenes mentales contribuyen al mantenimiento y persistencia de la angustia social, como sucede con el trastorno por estrés postraumático. En particular, las imágenes mentales normalmente descritas por aquellos que sufren de angustia social a menudo comprenden lo que los psicólogos cognitivos describen como una " perspectiva del observador". Esto consiste en una imagen de sí mismos desde la perspectiva de una persona que observa, donde los que sufren de angustia social se ven de manera negativa, como si se viesen desde el punto de vista del observador. Estas imágenes también son comunes entre las personas que sufren de otros tipos de ansiedad, que han agotado la capacidad de generar imágenes neutras, positivas o agradables.

### Depresión
La capacidad de evocar imágenes agradables y positivas, ya sea de manera voluntaria o involuntaria, puede ser un requisito fundamental para producir y mantener estados de ánimo o sentimientos positivos y optimismo; y esta capacidad a menudo se ve afectada en aquellos que sufren depresión. La depresión consiste en angustia emocional y un deterioro cognitivo que puede incluir sentimientos de desesperanza, tristeza generalizada, pesimismo, falta de motivación, retraimiento social, dificultad para concentrarse en tareas mentales o físicas y trastornos del sueño. Mientras que la depresión se asocia normalmente con la rumia negativa de ciclos de pensamiento verbal que se manifiestan como habla interna, el noventa por ciento de los pacientes deprimidos que informan de imágenes mentales intrusivas angustiantes que a menudo simulan y recopilan experiencias negativas pasadas, y que la persona deprimida suele interpretar de una manera que intensifica sentimientos de desesperación y desesperanza. 
Además, las personas que sufren depresión tienen dificultades para producir imágenes prospectivas indicativas de un futuro positivo. Las imágenes mentales prospectivas que experimentan las personas deprimidas en su momento más desesperanzador, normalmente incluyen imágenes vívidas y gráficas relacionadas con el suicidio, a las que algunos psicólogos y psiquiatras se refieren como "flash-forwards" o visiones de futuro.

### Trastorno bipolar
El trastorno bipolar se caracteriza por episodios maníacos intercalados con períodos de depresión; el 90% de los pacientes experimentan trastorno de ansiedad comórbido en algún momento y hay una prevalencia significativa de suicidio entre los afectados. Las imágenes mentales prospectivas indicativas de hiperactividad o manía y desesperanza contribuyen a los episodios maníacos y depresivos respectivamente en el trastorno bipolar.

## Principios
El uso terapéutico de las imágenes guiadas como parte de un plan de tratamiento multimodal que incorpora otros métodos adecuados, tales como la meditación asistida, musicoterapia receptiva y técnicas de relajación, así como medicina física y rehabilitación y psicoterapia, tienen como objetivo enseñar al paciente a alterar sus imágenes mentales, reemplazar las que agraven dolor, recordar y reconstruir momentos angustiantes, intensificar sentimientos de desesperanza, o reafirmar el debilitamiento con aquellas que enfatizan bienestar físico, capacidad funcional, ecuanimidad mental, optimismo, etc.
Ya sea que un facilitador proporcione las imágenes guiadas en persona o se envíen por medios de comunicación, la instrucción verbal consistirá en palabras, a menudo pautadas, destinadas a dirigir la atención del participante hacia sensaciones visuales, auditivas, táctiles, gustativas u olfativas imaginadas que provoquen una respuesta psicológica y fisiológica positiva que incluya un aumento de la relajación mental y física y una disminución del estrés mental y físico.
Las imágenes guiadas son uno de los medios mediante el que los terapeutas, instructores o practicantes buscan lograr este resultado, e implica alentar a los pacientes o participantes a imaginar perspectivas, pensamientos y comportamientos alternativos mediante el ensayo mental de estrategias que posteriormente puedan materializarse, desarrollando así un aumento de las habilidades y capacidad de afrontamiento.

## Estadios
Según la teoría computacional de las imágenes, que se deriva de la psicología experimental, las imágenes guiadas comprenden cuatro fases:

### Generación de imágenes
La generación de imágenes implica producir imágenes mentales, ya sea directamente a partir de datos sensoriales y experiencia perceptiva, o desde la memoria o imaginación.

### Mantenimiento de las imágenes
El mantenimiento de las imágenes implica la retención o mantenimiento volitivo de imágenes, sin los cuales una imagen mental estaría sujeta a un rápido deterioro de una duración media de solo 250 ms. Esto se debe a que las imágenes mentales creadas voluntariamente suelen desaparecer rápidamente una vez generadas para evitar interrumpir o confundir el proceso de percepción sensorial normal. La breve duración natural de las imágenes mentales significa que la fase de mantenimiento activo de las imágenes guiadas, necesaria para las siguientes etapas de inspección y transformación, requiere concentración cognitiva de atención por parte del participante. Esta capacidad atencional de concentración puede mejorarse con la práctica de ejercicios mentales, entre los que se incluyen los derivados de meditación guiada y praxis meditativa supervisada. Incluso con esta práctica, a algunas personas les puede costar mantener una imagen mental "muy presente" durante más de unos segundos; no solo con imágenes creadas desde la imaginación, sino también con imágenes mentales generadas tanto a largo como a corto plazo. 
Además, mientras que la mayoría de la literatura científica ha tendido a centrarse en el mantenimiento de imágenes mentales visuales, las imágenes en otras modalidades sensoriales también requieren un proceso de mantenimiento volitivo para que sea posible una mayor inspección o transformación. El requisito para la práctica en el mantenimiento del control de atención, de modo que la atención sigue centrada en mantener las imágenes generadas, es una de las razones por las que la meditación guiada, que apoya dicha concentración, a menudo se integra en la provisión de imágenes guiadas como parte de la intervención. La meditación guiada ayuda a los participantes a extender la duración con la que se mantienen las imágenes mentales generadas, lo que proporciona tiempo para inspeccionar las imágenes y proceder a la etapa final de transformación de imágenes guiadas.

### Inspección de imágenes
Una vez generada y mantenida, una imagen mental puede inspeccionarse para proporcionar las bases de interpretación y transformación. Para las imágenes visuales, la inspección a menudo implica un proceso de exploración, mediante el cual el participante dirige la atención a través y alrededor de una imagen, simulando cambios en la perspectiva perceptual. Los procesos de inspección pueden aplicarse tanto a imágenes creadas espontáneamente como a las generadas en respuesta a descripciones verbales planeadas o improvisadas que proporciona el facilitador.

### Transformación de imágenes
Por último, con la ayuda de la instrucción verbal del instructor o practicante de imágenes guiadas, el participante transforma, modifica o altera el contenido de las imágenes mentales generadas de tal manera que se sustituyen las que provocan sentimientos negativos e indicativas de sufrimiento, o que reafirman discapacidad o debilitamiento por aquellas que provocan emoción positiva y son sugestivas de capacidad, habilidad de afrontamiento y un mayor grado de capacidad mental y física. Este proceso comparte principios con aquellos que informan de las técnicas de psicología clínica de "reestructuración de imágenes" o "replanteamiento de las imágenes" como se utiliza en la terapia cognitivo-conductual. Mientras que la mayoría de los hallazgos en investigación sobre la transformación de imágenes se relacionan con imágenes mentales visuales, hay evidencia para respaldar transformaciones en otras modalidades sensoriales como imágenes auditivas e imágenes hápticas.

### Resultados de generación, mantenimiento, inspección y transformación
A través de esta técnica, se le ayuda al paciente a reducir la tendencia a evocar imágenes indicativas de una condición de naturaleza angustiante, dolorosa o debilitadora y aprenda, a cambio, a evocar imágenes mentales de su identidad, cuerpo y circunstancias que enfaticen la capacidad de autonomía y autodeterminación, la actividad proactiva positiva y la capacidad de superación mientras hace frente a su condición.
Como resultado, los síntomas se vuelven menos incapacitantes y el dolor disminuye hasta cierto grado mientras que las capacidades de afrontamiento aumentan.

## Requisito para la absorción
Para que el proceso anterior se produzca de manera eficaz de modo que las cuatro etapas de las imágenes guiadas se completen con un efecto terapéutico y beneficioso, el paciente o participante debe ser capaz o susceptible a la absorción, la cual es una “apertura para mantenerse absorto y autoalterar experiencias.” Esta es otra razón por la que la meditación guiada y otras formas de praxis meditativa, técnicas de relajación, música de meditación o musicoterapia receptiva a menudo se combinen con o formen una parte fundamental del uso operativo y práctico de la intervención de imágenes guiadas. Por ello, todas estas técnicas pueden aumentar la capacidad del participante o del paciente para la absorción, aumentando así la eficacia potencial de las imágenes guiadas.

## Como intervención de la mente y cuerpo
El Centro Nacional de Salud Complementaria e Integral de los Estados Unidos (NCCIH), que se encuentra entre las veintisiete organizaciones que componen los Institutos Nacionales de Salud (INS), clasifica las imágenes guiadas y la meditación guiada como intervenciones de la mente y cuerpo, uno de los cinco dominios de los sistemas de cuidados médicos y de salud, prácticas y productos que actualmente no se consideran parte de la medicina convencional. El NCCIH define las intervenciones de mente y cuerpo como aquellas prácticas que "emplean una variedad de técnicas diseñadas para facilitar la capacidad de la mente para afectar a la función corporal y los síntomas", e incluye imágenes guiadas, meditación guiada y formas de praxis meditativa, hipnosis e hipnoterapia, oración, así como arteterapia, musicoterapia y bailoterapia.  
Todas las intervenciones de la mente y cuerpo, incluyendo las mencionadas, se centran en la interacción entre el cerebro, el cuerpo y el comportamiento y se practican con la intención de utilizar la mente para alterar la función física y promover la salud y el bienestar general. Hay beneficios documentados de intervenciones sobre el la mente y cuerpo derivadas de investigaciones científicas; primero, sobre su uso para contribuir al tratamiento de una serie de condiciones entre las que se incluyen los dolores de cabeza, la enfermedad coronaria y el dolor crónico; segundo, en mejorar los síntomas de náuseas, vómitos y dolor físico localizados e inducidos por la quimioterapia en pacientes con cáncer; tercero, en aumentar la capacidad percibida para afrontar problemas y desafíos significativos; y cuarto, en mejorar la calidad de vida en general. 
Además, hay pruebas que apoyan la influencia del cerebro y del sistema nervioso central sobre el sistema inmunológico y la capacidad de las intervenciones de la mente y cuerpo para mejorar los resultados de la función inmune, incluida la defensa contra la infección y la recuperación de la enfermedad. Las imágenes guiadas también han demostrado eficacia en la reducción del malestar postoperatorio, así como el dolor crónico relacionado con el cáncer, la artritis y las lesiones físicas. Además, los usos no clínicos para los que se ha demostrado la eficacia de las imágenes guiadas incluyen la gestión del estrés durante la actuación ante el público entre músicos, la mejora de la capacidad deportiva atlética y competitiva y la formación de estudiantes de medicina en habilidades quirúrgicas. La evidencia de que es eficaz para el dolor no muscular es alentadora pero no definitiva.

## Evidencia y explicación
Las evidencias y explicaciones sobre la eficacia y las limitaciones de la visualización creativa provienen de dos fuentes discretas: la psicología cognitiva y la psiconeuroinmunología.

### Psicología cognitiva
Las imágenes guiadas se utilizan como técnica complementaria a las terapias psicológicas en el tratamiento de muchas condiciones, donde se incluyen aquellas identificadas en las secciones anteriores. Tiene un papel importante en la aplicación de enfoques cognitivos en psicoterapia, que incluye la terapia cognitivo-conductual, conductual racional, de esquema, y la cognitiva basada en mindfulness o concienciación. Estas terapias derivan o se basan sustancialmente en un modelo de funcionamiento mental establecido inicialmente por Aaron T. Beck, un psiquiatra y psicoanalista que postuló que la manera subjetiva en que las personas se ven a sí mismas e interpretan las experiencias influye en sus reacciones emocionales, conductuales y fisiológicas ante circunstancias. 
También descubrió que al asistir a los pacientes en la corrección de sus percepciones e interpretaciones erróneas y ayudarlos a modificar la manera de pensar de sí mismos,  estos tuvieron reacciones más productivas ante los acontecimientos y desarrollaron un autoconcepto, autoimagen o percepción de sí mismos más positiva. Este uso de las imágenes guiadas se basa en la siguiente premisa. Todos participan tanto en la generación espontánea voluntaria e involuntaria de imágenes visuales, auditivas y otras imágenes mentales, que es una parte necesaria de la manera en que una persona resuelve sus problemas, recuerda el pasado, predice y planifica el futuro y formula su autopercepción, autoimagen o la manera en que se 'visualizan' y se perciben. Sin embargo, esta autoimagen se puede alterar y autorregular con la ayuda de intervenciones del cuerpo y mente, incluyendo imágenes guiadas, mediante las cuales un individuo cambia la manera en que se visualiza, imagina y percibe generalmente, y su condición física, imagen corporal y estado mental específicamente.

### Psiconeuroinmunología
El término "psiconeuroinmunología" fue acuñado por el psicólogo estadounidense Robert Ader en 1981 para describir el estudio de las interacciones entre los sistemas psicológico, neurológico e inmunológico. Tres años después, Jean Achterberg publicó un libro llamado “Imagery in Healing” que buscó relacionar y correlacionar la evidencia contemporánea a partir del estudio científico emergente de cómo los procesos mentales influyen en la función física y fisiológica, con especial énfasis en las imágenes mentales, al folclore que extrapoló de un conjunto de prácticas antiguas e indígenas geográficamente descritas previamente como 'chamanismo' por el historiador de religión y profesor en la Universidad de Chicago, Mircea Eliade, y un número de antropólogos y etnólogos. La hipótesis fundamental de la psiconeuroinmunología, en pocas palabras, dice que la manera en que las personas piensan y cómo se sienten influye directamente en la electroquímica del cerebro y el sistema nervioso central, que a su vez tiene una influencia significativa sobre el sistema inmune y su capacidad para defender al cuerpo contra enfermedades, infecciones y padecimiento. Mientras tanto, el sistema inmunológico afecta a la química cerebral y su actividad eléctrica, lo que a su vez influye considerablemente en la forma en que pensamos y sentimos. 
Debido a esta interacción, los pensamientos, sentimientos y percepciones negativas de una persona, como predicciones pesimistas sobre el futuro, rumiaciones de arrepentimiento sobre el pasado, la baja autoestima, y creencias mermadas en la autodeterminación y una capacidad de superación pueden socavar la eficiencia del sistema inmunitario, lo que aumenta la vulnerabilidad a una mala salud. Al mismo tiempo, los indicadores bioquímicos de mala salud monitoreados por el sistema inmune se alimentan del cerebro a través del sistema nervioso, lo que agrava los pensamientos y sentimientos de naturaleza negativa. Es decir, nos sentimos y pensamos en nosotros mismos como enfermos, lo que contribuye a las condiciones físicas de mala salud, que a su vez nos hacen sentir e imaginarnos como enfermos. 
Sin embargo, la interacción entre procesos cognitivos y emocionales, neurológicos e inmunológicos también proporciona la posibilidad de influir positivamente en el cuerpo y mejorar la salud física al cambiar la forma en que pensamos y sentimos. Por ejemplo, las personas que son capaces de deconstruir las distorsiones cognitivas que provocan un pesimismo perpetuo y desesperanza y desarrollar aún más la capacidad de percibirse como personas con un grado significativo de autodeterminación y capacidad de superación son más propensos a evitar la mala salud y recuperarse más rápidamente que aquellos que permanecen inmersos en pensamientos y sentimientos negativos. Esta simplificación de una compleja interacción de sistemas interrelacionados y la capacidad de la mente para influir en el cuerpo no explica la influencia significativa que otros factores tienen sobre el bienestar mental y físico, lo que incluye el ejercicio, la dieta y la interacción social.
Sin embargo, al ayudar a las personas a hacer tales cambios en sus procesos de pensamiento habituales y sentimientos generalizados, se ha demostrado que las intervenciones de la mente y cuerpo, donde se incluye la visualización creativa, cuando se ofrecen como parte de un programa de tratamiento multimodal e interdisciplinario de otros métodos, como la terapia cognitivo-conductual, contribuyen significativamente al tratamiento y la recuperación de una variedad de condiciones.
Además, hay pruebas que apoyan la influencia del cerebro y del sistema nervioso central sobre el sistema inmunológico y la capacidad de las intervenciones de la mente y cuerpo para mejorar los resultados de la función inmune, incluida la defensa contra la infección y la recuperación de la enfermedad.